# Lepanthes gerardensis
Lepanthes gerardensis är en orkidéart som beskrevs av Mario Alberto Blanco. Lepanthes gerardensis ingår i släktet Lepanthes och familjen orkidéer.
Artens utbredningsområde är Costa Rica. Inga underarter finns listade i Catalogue of Life.